# Anemone rockii
Anemone rockii är en ranunkelväxtart som beskrevs av Oskar Eberhard Ulbrich. Anemone rockii ingår i släktet sippor, och familjen ranunkelväxter.

## Underarter
Arten delas in i följande underarter:
- A. r. multicaulis
- A. r. pilocarpa